# هووگ (آلمان)
هووگ (به آلمانی: Hooge) یک منطقهٔ مسکونی در آلمان است که در نوردفرایسلند واقع شده‌است. هووگ ۸۱ نفر جمعیت دارد.